# Херцогство Нарбона
Херцогство Нарбона (на немски: Herzogtum Narbonne; на латински: Dux Narbonensis) е феодална територия през Средновековието в южната част на днешна Франция. Херцогството принадлежи през 10 век на графовете на Тулуза от Дом Тулуза в историческата територия Септимания, северно от Пиренеите Стара Готия. Територията отговаря на днешния френски регион Лангедок-Русийон.

## История
През 9 век територията е маркграфство в Готия на Франкската империя, образувано от Карл Велики, но се разпада. Последният с титлата маркграф е херцог Вилхелм I Благочестиви от Аквитания († 918). След неговата смърт графската фамилия на Тулуза става доминираща в територията на днешна Югоизточна Франция.
Първият граф Раймунд IV от Тулуза († 1105) взема през 1088 г. титлата „херцог на Нарбона“ (dux Narbonæ). Тази титла е запазена заедно с титлата граф от неговите наследници с изключение на Бертранд († 1112).
Херцогството Нарбона не трябва да се бърка с Вицеграфство Нарбона (10 век-1507) и по-късното Херцогство Нарбона-Лара (1780 – 1834).